# 犯罪広告
『犯罪広告』（はんざいこうこく）は、松本清張の短編小説。「黒の様式」第2話として『週刊朝日』に連載され（1967年3月3日号 - 4月21日号）、1967年8月に短編集「黒の様式」収録の一作として、光文社（カッパ・ノベルス）から刊行された。
1979年にテレビドラマ化されている。

## あらすじ
熊野灘に面した南紀の町で、おもだった人々の家に、相次いで殺人告発の広告が投げ込まれた。
広告主の末永甚吉によれば、「20年前に、池浦源作は、私の母である末永セイを殺害し、家の床下に埋めた、と私は確信している。警察に訴えたところ、既に時効が過ぎ、源作を罰することはできないというが、せめて母の遺体を床下から収容したい。源作は私に会おうとしないが、これは彼の心にやましいことがあるからだ。そうでないなら、私の疑いを晴らすために床下の土を掘るべきだ」。
源作は狂人を相手にするだけ損だとして応じなかった。しかし、小さな町の中でこの広告が大きな話題となったため、警察署長は根回しをして、床下を掘ることを源作に承諾させる。
こうして死体をめぐる攻防戦が始まった。だが…。

## エピソード
- 作中で描かれるウミホタルに関しては、当時「黒の様式」シリーズの担当編集者であった重金敦之が、水産学者の末広恭雄に取材を行った[1]。

## テレビドラマ
「松本清張の犯罪広告」。1979年1月20日、テレビ朝日系列の「土曜ワイド劇場」枠（21:00-22:24）にて放映。視聴率17.3％（ビデオリサーチ調べ、関東地区）。
キャスト
- 末永ユリ子：檀ふみ
- 末永甚吉：田村亮
- 川辺金次郎：小倉一郎
- 寺下勇：渡辺篤史
- 友子：新橋耐子
- 組合長：草薙幸二郎
- 警察署長：多々良純
- 池浦源作：南原宏治
- 高杉哲平、粟津號、志賀真津子、村上記代、土田桂司、宮本茂、市東昭典、細島寛、須川尋貴、城戸卓、光映子、志馬琢哉、高杉和宏、加島潤、今井健太郎、羽生昭彦、三浦浩史、倉沢満夫、塙美妃、後藤泰子、谷よしの

スタッフ
- 脚本：吉田剛
- 監督：水川淳三
- 音楽：津島利章
- プロデューサー：佐々木孟
- 制作：松竹、テレビ朝日

| テレビ朝日系列 土曜ワイド劇場                                  | テレビ朝日系列 土曜ワイド劇場    | テレビ朝日系列 土曜ワイド劇場 |
| 前番組                                                         | 番組名                           | 次番組                        |
| -------------------------------------------------------------- | -------------------------------- | ----------------------------- |
| 猫が運んだ新聞 （原作：ジェームス・H・チェイス） （1979.1.13） | 松本清張の犯罪広告 （1979.1.20） | 遭難 （1979.1.27）            |